# Leuchtfeuer Heiligenhafen
Das Leuchtfeuer Heiligenhafen steht auf der Steilküste von Heiligenhafen und zeigt als Warnfeuer die Sperrzeiten für die Schießgebiete in der Kieler Bucht an.

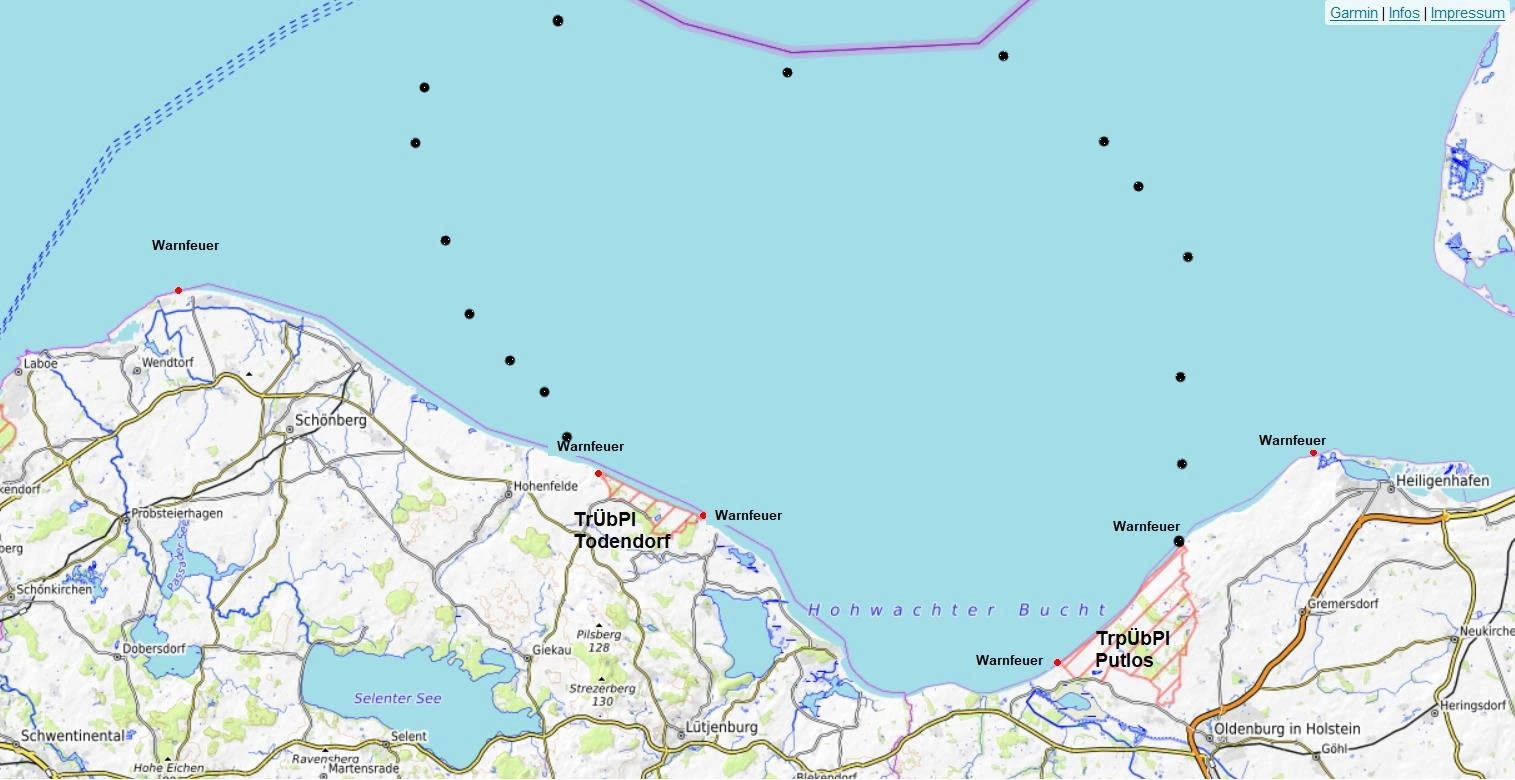
Lage der Warnfeuer an der Küste der Hohwachter Bucht

Der 1986 errichtete weiße Betonturm mit rotem Laternenhaus, Galerie und rundem Flachdach zeigt lichtstarke Blitze, wenn vom Truppenübungsplatz Putlos und Truppenübungsplatz Todendorf auf Luft- und Seeziele geschossen wird. Die roten (Putlos) und gelben (Todendorf) Lichtsignale werden von 400 Watt starken Halogenmetalldampflampen erzeugt.
Das Leuchtfeuer Heiligenhafen ist das östlichste von insgesamt sechs Warnfeuern in diesem Gebiet. Es folgen (von Ost nach West): Leuchtfeuer Blankeck, Leuchtfeuer Wessek, Leuchtturm Neuland, Leuchtfeuer Hubertsberg und Leuchtfeuer Heidkate.